# Kennington (Metropolitano de Londres)
Kennington é uma estação do Metropolitano de Londres na Kennington Park Road em Kennington dentro do borough londrino de Southwark. A estação está na junção das ramificações de Charing Cross e Bank da Northern line ao norte e Morden e Battersea Power Station ao sul. Suas estações vizinhas ao norte são Waterloo no ramal de Charing Cross e Elephant & Castle no ramal Bank; as próximas estações ao sul são Oval e Nine Elms. A estação está em Zonas 1 do Travelcard e 2.
A estação foi inaugurada em 1890 como parte da primeira ferrovia elétrica subterrânea do mundo e sua construção de superfície permanece praticamente inalterada. Na década de 1920, as partes subterrâneas da estação foram reconstruídas para que a linha pudesse ser estendida e trens maiores pudessem ser usados. Duas plataformas adicionais e posteriormente várias passagens transversais foram fornecidas para intercâmbios entre os ramais.

## Conexões
As linhas de ônibus de Londres 133, 155, 333 e 415 com as rotas noturnas N133 e N155 servem a estação.